# حكومة أحمد اللوزي الثانية
حكومة أحمد اللوزي الثانية هي الحكومة الرابعة والستون من حكومات المملكة الأردنية الهاشمية. شكّل أحمد اللوزي الحكومة في 21 أغسطس عام 1972م، بتكليف من ملك الأردن الحسين بن طلال. وقد حلّت الحكومة في 26 مايو 1973.

## وصلات خارجية
- موقع رئاسة الوزراء